# 菲羅梅隆戰役
菲羅梅隆戰役（英语：Battle of Philomelion）是發生於1116年拜占庭帝国皇帝阿歷克塞一世率領的遠征軍與魯姆蘇丹國的蘇丹馬立克沙軍隊間發生的一連串會戰，戰役中塞爾柱人大軍雖然多次襲擊拜占庭的部隊，卻始終無法突破拜占庭人的陣線，馬立克沙的軍隊更在交戰中傷亡慘重，為此他只得向阿歷克塞一世遞出橄欖枝訴諸和平。

## 背景
伴隨著第一次十字军东征的成功，拜占庭帝国的軍隊同時在大都督約翰·杜卡斯的帶領下，順利奪回爱琴海沿岸與大部分西安那托利亞的內陸地區。然而當1101年十字軍東征失敗後，塞爾柱王朝以及達尼什曼德王朝的軍隊再度恢復對拜占庭領土的攻勢。塞爾柱人的蘇丹馬立克沙也趁著十字軍這次的失利，成功掌控安那托利亞的中部地帶，並以以哥念為中心，鞏固發展魯姆蘇丹國的勢力範圍。由於當時的拜占庭皇帝阿歷克塞一世年事已高，加上身患重病，導致他無法有效阻止塞爾柱人對安那托利亞的襲擊，儘管如此，他仍在1113年的尼西亚围城战中挫敗了魯姆蘇丹國佔領尼西亞的企圖。1116年，阿歷克塞的病情好轉，得以親自前往戰場，並加強安那托利亞前線的防禦。他的軍隊先後在洛帕迪翁和尼科米底亞的小型戰役中打敗來襲的塞爾柱人部隊，在獲得後續部隊的增援後，阿歷克塞決定發起進攻。

## 戰役前奏

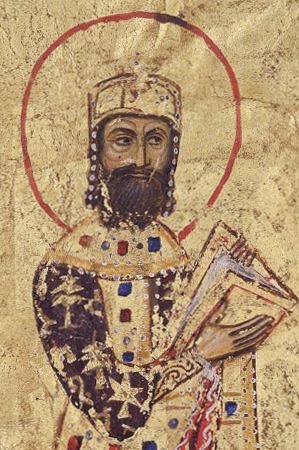
阿歷克塞一世

這次的軍事行動中，阿歷克塞一世帶領龐大的拜占庭軍隊深入安那托利亞內陸，根據安娜·科穆宁娜所編寫的歷史文獻記載，阿歷克塞最初是打算攻佔魯姆蘇丹國的首都以哥念，不過之後阿歷克塞顯然放棄了原本的計畫，將目標轉為展示帝國強盛的軍力，並準備沿著行軍路線幫助當地的基督徒撤離塞爾柱人控制的土地。拜占庭人在遠征中首次採用由阿歷克塞所創造的新式作戰陣型，雖然安娜·科穆寧娜對新型陣法的描述極為不精確且模糊不清，但仍可從她描寫軍隊的排列方式中推測出這是一種防禦型的布陣：軍隊圍繞成一個中空的大圓形，輜重隊部署在中央，步兵分佈在兩翼，騎兵則置於二者之間，新陣型的優點在於能有效克制塞爾柱人依靠大量騎射手為主力攻擊群的典型戰術，於日後的阿爾蘇夫戰役中，獅心王理查一世也使用相似的陣型來對付萨拉丁的大軍。
拜占庭的軍隊穿越桑塔巴里斯（Santabaris）後，分別向波利波图斯與凱德羅斯（Kedros）派出支隊，在引開塞爾柱人的軍隊之後，拜占庭人旋即攻克菲羅梅隆，隨後派出斥侯四處搜尋當地的基督徒人民，並將他們帶到拜占庭軍中嚴密保護，準備護衛百姓們安全撤離到拜占庭帝國控制下的領地。

## 戰鬥過程
當阿歷克塞發覺一支人數眾多的塞爾柱軍隊正從北面靠近後，他命令自己的軍隊開始往拜占庭領土的方向撤退，並將軍隊排列成新式的防禦陣型，隨軍的平民則帶著行李躲在隊伍正中心。起初塞爾柱人的指揮官曼納盧赫（Manalugh）對拜占庭軍隊的編隊方式感到困惑，未敢冒然發起進攻，然而，當第二天蘇丹馬立克沙率領大軍來到戰場後，立即向拜占庭的部隊發動攻擊。戰役中，拜占庭的輜重車隊以及後方遭到塞爾柱人襲擊，拜占庭騎兵隨即發動兩次反擊，首次的回擊並不成功，不過第二次的還擊則大有斬獲，拜占庭右翼軍隊的指揮官小尼基弗鲁斯·布林尼乌斯（阿歷克塞一世的女婿以及安娜·科穆寧娜的丈夫）不僅打敗了塞爾柱人的軍隊，更帶領麾下士兵飛身直沖馬立克沙的所在之處，擊潰由蘇丹親自統帥的中軍，連馬立克沙也險些遭到俘虜。夜幕降臨後，塞爾柱人發動了一次夜襲，卻又再度被拜占庭的軍隊擊退，導致他們的部隊士氣低落。第二天，馬立克沙再次發起猛烈的攻擊，他的軍隊從四面八方包圍了拜占庭的大軍，但依舊無法突破拜占庭人的防線，反倒使自己的人馬損失慘重。隔日，馬立克沙在眼見勝利無望的情況下，決定派出使者向阿歷克塞一世請求締結和平協議。

## 後續
阿歷克塞一世和馬立克沙兩人會面時，阿歷克塞解下自己昂貴的斗篷，將它披在蘇丹馬立克沙身上。雙方訂立條約，馬立克沙承諾不再攻擊拜占庭帝國的領土，並象徵性的承認一定程度上對拜占庭帝國的臣屬。雖然安娜·科穆寧娜在她的記述中提到蘇丹甚至同意撤離安那托利亞並將土地歸還給拜占庭人，但考慮到現實情況這項不切實際的約定幾乎不可能生效，應當僅是安娜·科穆寧娜誇大了協議的內容。這場戰役中拜占庭軍隊展現出引人注目的絕佳紀律與強大的戰鬥力，阿歷克塞也經由這次戰役證明其軍隊有足夠的實力可以穿越塞爾柱人的地盤而不被阻撓。然而這場戰爭卻決定了馬立克沙的命運，伴隨失利而來的是他的名望和威信盪到谷底，很快馬立克沙便被其弟梅蘇德一世廢黜，並在被刺瞎雙眼後最終遭到殺害。1118年阿歷克塞去世後，他收復安那托利亞的雄心將交由他31歲的繼承者約翰二世來繼續實現。